# Fraccionamiento los Cafetales
Fraccionamiento los Cafetales är en ort i Mexiko.   Den ligger i kommunen Ixtaczoquitlán och delstaten Veracruz, i den sydöstra delen av landet, 230 km öster om huvudstaden Mexico City. Fraccionamiento los Cafetales ligger 1 136 meter över havet och antalet invånare är 121.
Terrängen runt Fraccionamiento los Cafetales är kuperad. Runt Fraccionamiento los Cafetales är det mycket tätbefolkat, med 1 361 invånare per kvadratkilometer. Närmaste större samhälle är Córdoba, 13,3 km öster om Fraccionamiento los Cafetales. Trakten runt Fraccionamiento los Cafetales består till största delen av jordbruksmark.